# فهرست ماژول‌های آپاچی
وب‌سرور آپاچی، یک سرور وب نرم‌افزار آزاد و متن‌باز است. در اینجا تعدادی از ماژول‌های وب‌سرور آپاچی فهرست شده‌اند.

## ماژول‌های تحتمجوز آپاچی
| نام               | سازگاری                | وضعیت        | توسعه دهنده          | مجوز                 | توضیحات |
| ----------------- | ---------------------- | ------------ | -------------------- | -------------------- | ------- |
| mod_access        | نسخه‌های قدیمی‌تر از ۲٫۱ | به‌طور پیش‌فرض | بنیاد نرم‌افزار آپاچی | مجوز آپاچی، نسخه ۲٫۰ |         |
| mod_actions       | نسخه ۱٫۱ و پس از آن    | به‌طور پیش‌فرض | بنیاد نرم‌افزار آپاچی | مجوز آپاچی، نسخه ۲٫۰ |         |
| mod_alias         | نسخه ۱٫۱ و پس از آن    | به‌طور پیش‌فرض | بنیاد نرم‌افزار آپاچی | مجوز آپاچی، نسخه ۲٫۰ |         |
| mod_asis          | نسخه ۱٫۳ و پس از آن    | به‌طور پیش‌فرض | بنیاد نرم‌افزار آپاچی | مجوز آپاچی، نسخه ۲٫۰ |         |
| mod_aspdotnet     |                        |              |                      | مجوز آپاچی، نسخه ۲٫۰ |         |
| mod_auth          | نسخه‌های قدیمی‌تر از ۲٫۱ | به‌طور پیش‌فرض | بنیاد نرم‌افزار آپاچی | مجوز آپاچی، نسخه ۲٫۰ |         |
| mod_auth_anon     | نسخه ۱٫۱–۲٫۱           | توسعهٔ پایدار | بنیاد نرم‌افزار آپاچی | مجوز آپاچی، نسخه ۲٫۰ |         |
| mod_auth_basic    | نسخه ۲٫۱ و جدیدتر      | به‌طور پیش‌فرض | بنیاد نرم‌افزار آپاچی | مجوز آپاچی، نسخه ۲٫۰ |         |
| mod_auth_db       | نسخه ۱٫۱–۱٫۳           | توسعهٔ پایدار | بنیاد نرم‌افزار آپاچی | مجوز آپاچی، نسخه ۲٫۰ |         |
| mod_auth_dbm      | نسخه‌های قدیمی‌تر از ۲٫۱ | توسعهٔ پایدار | بنیاد نرم‌افزار آپاچی | مجوز آپاچی، نسخه ۲٫۰ |         |
| mod_auth_digest   | نسخه ۱٫۳٫۸ و جدیدتر    | توسعهٔ پایدار | بنیاد نرم‌افزار آپاچی | مجوز آپاچی، نسخه ۲٫۰ |         |
| mod_auth_ldap     | نسخه ۲٫۰٫۴۱–۲٫۱        | توسعه‌آزمایشی | بنیاد نرم‌افزار آپاچی | مجوز آپاچی، نسخه ۲٫۰ |         |
| mod_authn_alias   | نسخه ۲٫۱ و جدیدتر      | توسعهٔ پایدار | بنیاد نرم‌افزار آپاچی | مجوز آپاچی، نسخه ۲٫۰ |         |
| mod_authn_anon    | نسخه ۲٫۱ و جدیدتر      | توسعهٔ پایدار | بنیاد نرم‌افزار آپاچی | مجوز آپاچی، نسخه ۲٫۰ |         |
| mod_authn_dbd     | نسخه ۲٫۱ و جدیدتر      | توسعهٔ پایدار | بنیاد نرم‌افزار آپاچی | مجوز آپاچی، نسخه ۲٫۰ |         |
| mod_authn_dbm     | نسخه ۲٫۱ و جدیدتر      | توسعهٔ پایدار | بنیاد نرم‌افزار آپاچی | مجوز آپاچی، نسخه ۲٫۰ |         |
| mod_authn_default | نسخه ۲٫۱ و جدیدتر      | به‌طور پیش‌فرض | بنیاد نرم‌افزار آپاچی | مجوز آپاچی، نسخه ۲٫۰ |         |
| mod_authn_file    | نسخه ۲٫۱ و جدیدتر      | به‌طور پیش‌فرض | بنیاد نرم‌افزار آپاچی | مجوز آپاچی، نسخه ۲٫۰ |         |
| mod_authnz_ldap   | نسخه ۲٫۱ و جدیدتر      | توسعهٔ پایدار | بنیاد نرم‌افزار آپاچی | مجوز آپاچی، نسخه ۲٫۰ |         |
| mod_authz_host    | نسخه ۲٫۱ و جدیدتر      | به‌طور پیش‌فرض | بنیاد نرم‌افزار آپاچی | مجوز آپاچی، نسخه ۲٫۰ |         |
| mod_autoindex     | نسخه ۱٫۳ و جدیدتر      | به‌طور پیش‌فرض | بنیاد نرم‌افزار آپاچی | مجوز آپاچی، نسخه ۲٫۰ |         |
| mod_cache         | نسخه ۲٫۰ و جدیدتر      | توسعهٔ پایدار | بنیاد نرم‌افزار آپاچی | مجوز آپاچی، نسخه ۲٫۰ |         |
| mod_cern_meta     | نسخه ۱٫۱ و جدیدتر      | توسعهٔ پایدار | بنیاد نرم‌افزار آپاچی | مجوز آپاچی، نسخه ۲٫۰ |         |
| mod_cgi           | نسخه ۱٫۱ و جدیدتر      | به‌طور پیش‌فرض | بنیاد نرم‌افزار آپاچی | مجوز آپاچی، نسخه ۲٫۰ |         |
| mod_cgid          | نسخه ۲٫۰ و جدیدتر      | به‌طور پیش‌فرض | بنیاد نرم‌افزار آپاچی | مجوز آپاچی، نسخه ۲٫۰ |         |
| mod_charset_lite  | نسخه ۲٫۰ و جدیدتر      | توسعهٔ پایدار | بنیاد نرم‌افزار آپاچی | مجوز آپاچی، نسخه ۲٫۰ |         |
| mod_dav           | نسخه ۲٫۰ و جدیدتر      | توسعهٔ پایدار | بنیاد نرم‌افزار آپاچی | مجوز آپاچی، نسخه ۲٫۰ |         |
| mod_dav_fs        | نسخه ۲٫۰ و جدیدتر      | توسعهٔ پایدار | بنیاد نرم‌افزار آپاچی | مجوز آپاچی، نسخه ۲٫۰ |         |
| mod_define        | نسخه ۱٫۳ و جدیدتر      | شخص ثالث     |                      | مجوز آپاچی، نسخه ۲٫۰ |         |
| mod_deflate       | نسخه ۲٫۰ و جدیدتر      | توسعهٔ پایدار | بنیاد نرم‌افزار آپاچی | مجوز آپاچی، نسخه ۲٫۰ |         |
| mod_dir           | نسخه ۱٫۳ و جدیدتر      | به‌طور پیش‌فرض | بنیاد نرم‌افزار آپاچی | مجوز آپاچی، نسخه ۲٫۰ |         |
| mod_disk_cache    | نسخه ۲٫۰ و جدیدتر      | توسعهٔ پایدار | بنیاد نرم‌افزار آپاچی | مجوز آپاچی، نسخه ۲٫۰ |         |